# Rubina Yadav
Rubina Yadav (* 14. Januar 2001) ist eine indische Leichtathletin, die sich auf den Hochsprung spezialisiert hat.

## Sportliche Laufbahn
Erste internationale Erfahrungen sammelte Rubina Yadav bei den Südasienspielen 2019 in Kathmandu, bei denen sie mit einer Höhe von 1,69 m die Silbermedaille hinter ihrer Landsfrau M. Jishna und Dulanjalee Ranasinghe aus Sri Lanka gewann. 2023 belegte sie bei den Asienmeisterschaften in Bangkok mit 1,75 m den siebten Platz und gelangte bei den Asienspielen in Hangzhou mit 1,75 m auf Rang neun.
2019 wurde Yadav indische Meisterin im Hochsprung.